# آمامی، کاگوشیما
آمامی در استان کاگوشیما در کشور ژاپن واقع شده‌است که دارای جمعیت ۴۸٬۱۱۶ نفر و مساحت ۳۰۶٫۲۰ کیلومتر مربع با تراکم جمعیت ۱۵۷ نفر در کیلومترمربع است و در تاریخ ۲۰ مارس ۲۰۰۶ به عنوان شهر شناخته شد.